# Sportpark Vijf Eiken
Sportpark Vijf Eiken is een sportpark in Rijen in de Nederlandse provincie Noord-Brabant. Het sportpark aan de Sportparkweg is in de periode 2009-2011 volledig gerenoveerd.
Het sportpark bevat onder meer:
- 5 voetbalvelden
  - 3 grasvelden
  - 2 kunstgrasvelden
- 2 geasfalteerde handbalvelden
- 2 hockeyvelden
- 13 tennisbanen (allen kunstgravel)
  - 11 bij TC Cash
  - 2 bij TCR

## Historie
In 2005 werd het sportpark bedreigd door een plan van de gemeente Gilze en Rijen om op deze plek woningen te bouwen in de vorm van een "Burcht".  De sportactiviteiten zouden dan worden verplaatst naar Rijen-Noord.  Uiteindelijk, na protesten, heeft de gemeente in het najaar van 2005 besloten om het sportpark te handhaven en de Hockeyclub Gilze-Rijen hierheen te verplaatsen, zodat de oude hockeyvelden bebouwd konden worden.
In de periode 2009-2011 is het sportpark volledig gerenoveerd.

## Aanwezige verenigingen
Het sportpark biedt huisvesting aan de volgende verenigingen:
- VV Rijen
- Handboogvereniging de Vriendenkring
- Stichting Scouting Rijen
- Schutterij De Vlieghei
- Rijense Handbal Vereniging
- HC Gilze-Rijen
- T.C. Rijen
- TPC Cash
- Drumfanfare EMM
- E.M.M.